# 기찰정무위원회

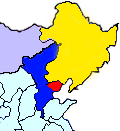
: 기찰정무위원회 관할 구역

기찰정무위원회(冀察政務委員會)는 1935년 12월 18일 중화민국(中華民國) 북부에 성립한 지방 정권이다. 중일전쟁(中日戰爭) 이전, 중국 화북(華北)에 있었던 중일간 완충 정권을 말한다. 1937년 8월 20일 해산하였다.

## 개요
1935년(민국 24년) 12월 18일, 국민정부(國民政府)에 의해 설치된 기구로, 송철원(宋哲元)을 위원장(委員長)으로 임명, 하북성(河北省), 찰합이성(차하르성)(察哈爾省)을 통치하게 하였다.
다음날인 12월 19일자 도쿄아사히신문(東京朝日新聞)에 의하면, 중국 북부에 발생한 주민에 의한 자치운동이 고조되고 그에 대하여 국민정부가 대립하고 있는 가운데, '민의존중과 우호국과의 친목(民意尊重と友好国との親睦)'을 고양하였다고 기록되어 있어, '하북성의 자치와 방공(防共)', '국민정부로부터의 분리'를 목표로 하였다.
히메노 도쿠이치(姫野徳一)의 『冀察・冀東問題』에 의하면, 민중자치운동을 배경으로 하여 성립하였지만, 그 권한은 제한되어 있으며 자치정권으로서의 성격은 약하여, 보통 중앙정부의 의향을 받으면서 시행하였다. 그러한 경향은 인사, 징세, 외교 각 분야에 걸쳐 두드러졌다.
이는 장개석이 관동군에 의한 일본의 괴뢰화가 이 이상 미친 것을 선수 쳐, 표면적으로는 일본이 요구하고 있는 북지자치운동(北支自治運動)의 형식을 취하면서도 실제로는 남경정부(南京政府)의 제어 하에 있는 '일본의 괴뢰가 아닌 자치정부'인 것이다. 이때문에 국민당정부이면서도 일본인군사고문이 초빙되었다. 송철원의 지휘 하에 있었던 국민혁명당제29군에서는 사쿠라이 도쿠타로(桜井徳太郎), 나카지마 데이시로(中島弟四郎), 가사이 한조(笠井半蔵)가 군사고문을 맡았으며, 노구교사건(盧溝橋事件) 때에는 현지 해결에 힘썼다. 기동방공자치정부(冀東防共自治政府)는 기찰정무위원회와 만주국에 낀 괴뢰지방정권이다.

## 하북자치운동
1935년 10월 22일자 도쿄아사히신문에 의하면, 1935년 10월 21일 하북성에서 자치운동이 발생하였다. 1935년 10월 23일자 도쿄아사히신문에서는 향하현(香河縣) 유력자 무옥정(武玉亭)을 지도자로 한 그들은 무기를 소지하지 않은 채 감세와 자치를 요구한 것으로 전하고 있다. 그러나 이는 일본측의 화북분리공작(華北分離工作)에 동반하는 지원을 받았다는 견해도 있다.
1935년 10월 24일자 도쿄아사히신문에 의하면, 10월 23일 이들은 향하현성을 점거히고, '중국국민당 타도', '관리 파면', '손문(孫文) 건국대강(建國大綱)에 기반한 지방자치와 농민구제를 요구하는 선언'을 발표하였고, 운동은 하북성 전역에 파급되었다. 선언 내용으로는 자치를 원칙으로 하고 토지 공유 반대, 공산 세력에 대한 경계, 농촌 구제, 감세, 복지 증진을 제기하였고, 같은날 하북성 각 현 대표연석회는 긴급회의를 개최하여 각 현 민중이 일치하여 향하 민중을 원조하는 방침을 결의하였다고 전한다.
당시 도쿄아사히신문에 의하면, 이 운동의 근본적인 원인으로 국민정부에 의한 착취가 있었다고 하며, 10월 27일에는 서로 이야기한 끝에 보안대(保安隊)에 의한 향하현성이 접수되어, 그 지역에서는 해결되었지만 자치를 요구하여 차례차례로 봉기가 이어졌다고 전해지고 있다.
다카키 쇼노스케(高木翔之助)의 『冀東から中華新政権へ』에 의하면, 하북성수석(河北省首席) 상진(商震)은 국민정부의 의향을 받아들여 사태 수습에 나섰지만 자치운동이 당고정전협정(塘沽停戰協定)으로 결착된 비무장지대내에서 발생한 것으로부터 무력 진압을 할 수 없었고(자치운동을 일으킨 쪽도 이 점을 고려하였다고 보임) 한편 일본군 중앙에서도 중국 북부 농민운동에 대하여 중국정부가 무력진압하는 것을 견제하고 있었지만, 상진의 주선과 일본군사령관 다다 하야오(多田駿) 중장(中將)의 화평공작(和平工作)에 따라 자치운동은 소강 상태가 되었다.

## 국민정부의 은국유령
중화민국에서는 계속되었던 수입 초과로 인하여 대외 결제와 미국의 은매입 정책에 기인한 은의 해외유출로 인해 정부계 은행의 준비은(準備銀)이 급격히 감소하였다. 이러하누중국의 경제 위기를 우려한 영국정부는 리스 로스를 파견하였고, 일본정부에 대하여 공동으로 중국의 은을 최저선에서 지지하는 것으로, 그 보상으로서 중국은 경제 안정을 일본은 만주국 승인을, 영국은 대중채무의 보전을 얻는다는 복안(腹案)을 일본측에 제시하였지만, 일본측에서는 '히로타대화삼원칙(広田対華三原則)의 일탈이나 군부의 화북분리공작에 대한 낙관론도 있으며 이를 거부하였다.' 리스 로스는 남경(南京)에서 일본을 분리하는 부분의 합의를 중국정부와 성립시켰고, 이하 여섯개의 요점을 포함하여 실질적으로 원(元)을 파운드와 연결하는 관리통화제도로 이행하는 것, 은의 국유화, 법폐(法幣) 사용을 강제하는 개혁을 11월 3일 공표하였다.
1. 중앙은행(中央銀行), 중국은행(中國銀行), 교통은행(交通銀行) 발행 은행권(銀行券)을 법정통화(法定通貨)로 정한다. 은화유통은 금지한다.
2. 세 은행권 이외의 지폐는 잠시 유통을 인정하지만 순차적으로 법폐로 대체한다.
3. 발행준비위원회(發行準備委員會)를 설립한다.
4. 은화(銀貨)•지은(地銀) 소유자는 이를 지정기관에서 법폐와 교환해야 한다. 위반자는 처벌한다.
5. 은본위화폐(銀本位貨幣)에 의한 계약은 법화(法貨)를 가지고 수지한다.
6. 세 은행은 무제한으로 외국환을 매매한다.

신해혁명(辛亥革命) 이래로 지방정권에서 발행한 지폐는 폭락하거나 폐기된 역사를 가지고 있고 중국 민중의 지폐에 대한 신용도는 낮았으며, 또한 특히 금융지식에 무지한 농민층에 매매 거래는 종래부터 거의 현은교역만 있었던 것에서 국민정부의 은국유와 지폐의 강제운용 실시는 중국북부 농민에 극도의 불안과 공황을 가져왔다. 한편 중앙은행을 제외한 전체 은행도 보유하고 있는 은의 상실과 태환 불능에 의한 지폐 가치 하락과 통ㅎ하불안에 의한 물가 상승, 중국 북부 경제의 기반인 농민과 도시 경제 관계의 단절에 의한 경제 공황의 위험에 의하여 국유화 정책에 반대하였다. 은국유화에 동반하여 중앙정부는 지방은행의 은을 상해(上海)로 이송할 것을 명령하였지만, 일본군에서는 화북에 정권을 수립하였어도 통화 발행이 불가능하게 되었다는 것으로 인하여 반발하였다. 일본측 주둔군은 '현은남송저지(現銀南送阻止)'를 기획하였고 이는 성공하였다.

## 위원회 성립 과정

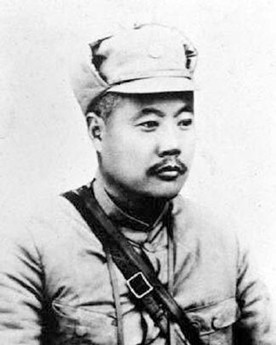
송철원(宋哲元)
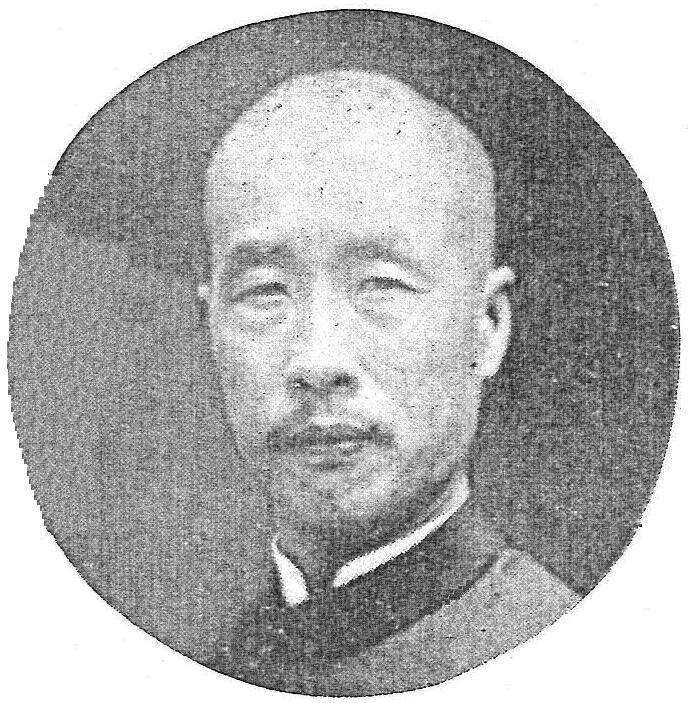
한복구(韓復榘)

송철원은 자치운동이 자신의 세력 확대에 유리하며 대의명분도 있다는 것을 배경으로 중국 북부에 신 정권을 수립하는 움직임을 보였다. 이 움직임에 대하여 국민정부측은 풍옥상(馮玉祥)의 밀사를 사용하여 독립을 지향하는 세력의 와해를 기도하였다. 송철원에 협력 자세를 보인 한복구(韓復榘)에 대하여서는 중앙군을 이동시켜 위협을 보였다.
나카무라 유키오(中村幸雄)에 의하면, 도이하라 겐지(土肥原賢二) 소장(小將)이 구상한 북지정권(北支政權)의 성공 여부는 산서성(山西省)과 수원성(綏遠省)을 지배하고 있었던 염석산(閻錫山)의 태도 나름이었지만, 염석산은 태도를 정하기 어려워하였으며, 일본측의 제안을 수락하지 않았다. 이 시기 남경정부(南京政府)의 군사위원회위원장(軍事委員會委員長)이 장개석(蔣介石), 염석산은 부위원장(副委員長)이었다. 이 때문에 일본측은 도이하라 구상을 추진하기 위하여 염석산의 장악을 목적으로 산서성에 특무기관을 창설하였다.
나카무라 다카히데(中村隆英)에 의하면, 관동군(關東軍)은 11월 12일부터 산해관(山海關)에 전력을 집중시켜, 중앙에 '영국의 중국 경제 지배는 민중에 해가 되고 만주국(滿洲國)에 위협이 되기에, 북지(北支) 여러 성(省)을 경제적으로 분리시켜 이것에 대항한다. 중국정부의 이번 실책을 틈타 화북분리공작(華北分離工作)을 단행해야 한다'는 취지를 타전, 그 추인을 받았다. 이러한 군사적 배경이 있음에도 예정된 11월 20일까지 송철원을 농락할 수 없었기 때문에, 은여경(殷汝耕)에도 압력을 가하여 11월 23일에는 기동방공자치위원회(冀東防共自治委員會) 설립을 공표하게 하였다.
12월 9일 북평(北平)과 천진(天津)의 학생들에 의한 자치반대의 항일 시위가 발생하였다.(12·9운동) 나카무라 유키오에 의하면, 12·9운동은 중국공산당(中國共産黨) 북방국서기(北方局書記)였던 유소기(劉少奇)의 지도에 의한 것으로 도이하라 소장의 북지정권수립공작(北支政權樹立工作)에 대한 반격인데다가, 이 시기에는 대장정에 있었던 모택동(毛澤東) 군이 10월 연안(延安)에서 종결하자 패전 부대였던 상태에서 바로 유자단(劉子丹) 군을 흡수하여 편성을 개정하고, 섬북(陝北) 근거지 건설에 착수하여 전력을 회복하게 하지만, 12·9운동은 이 군의 재건에 필요한 많은 간부군관의 충족을 위하여 행하여진 간부군관 모집의 의미로서의 학생 획득 운동이라는 일면도 있었고, 대량의 지식분자가 획득되어 1936년 2월에는 공산군에 의한 산서침입작전(山西侵入作戰)이 발생하여 실력을 과시하였다.
이를 기회로 차하르(察哈爾)와 하북(河北)의 군권을 장악하여 중국 북부 최대 실력자가 된 송철원은 서서히 자치를 진행하여 국민정부와의 충돌을 피하려 하였지만, 중앙정부에 의한 기찰수정공서주임(冀察綏靖公署主任) 취임 요구는 거절하였다. 송철원이 북방자치정권 수립을 결의한 것에 격노한 장개석은 송철원에 대하여 '중앙의 의사에 반하는 듯한 것이 있다면 단호한 조치를 취할 것이다'라는 경고 전보를 보냈지만, 송철원은 중국 북부 자치를 요구하는 전보를 중앙에 보내었고, 경우에 따라서는 송철원, 진덕순(秦德純), 정극(程克), 장자충(張自忠) 등 요인이 총사직한 후에 자치정권을 수립하는 태세를 보였다.
중국 북부 신정권은 어디까지 남경정부의 지배 하에 둔다는 생각을 가지고 하응흠(何應欽)이 북평에 파견되어 교섭이 수행되었지만, 송철원은 일체 관직을 사직하고 천진으로 도피하였고, 하응흠에게는 북평으로부터 철수할 것을 권고하였다. 하응흠은 남경정부와 송철원의 쌍방을 만족시키는 타협안을 소진영(蕭振瀛)과 짜는 것으로 송철원과의 회견을 실현시켰으며 합의를 득하였다.
1936년(민국25년) 8월 19일 송철원 위원장환영연회에는 송철원과 진덕순, 이마이 다케오(今井武夫), 무다구치 렌야(牟田口廉也), 가와베 쇼산(河辺正三), 마쓰무라 다카요시(松村孝良), 가와고에 시게루(川越茂) 등이 출석하였다.

## 항일 의식의 고양
기동정권에 이어 기찰정무위원회 설립의 움직임이 구체화되자, 화북분리의 위기감이 확산되었다. 먼저 일어선 것은 북평의 학생들이었다. 12월 9일, 혹한 속을 5천명 학생이 '일본제국주의타도(日本帝國主義打倒)', '화북자치반대(華北自治反對)', '전국이 무장하여 화북을 지키자' 등의 슬로건을 외치면서 시위 행진에 나섰다(12·9운동). 시위대의 중심은 봉천(奉天)에서 쫓겨나 북평으로 이전한 동북대학(東北大學)의 학생들이었다. 사전에 학생의 행동을 알아차린 송철원은  경찰과 군대를 대량으로 동원하여, 물을 뿌리거나 곤봉, 대도, 총검으로 저지하였고, 다수의 부상자와 체포자가 발생하였다. 그러나 학생들은 굴복하지 않았다. 게다가 12월 16일 기찰정무위원회 성립 예정일에 다시 1만여 학생이 시위 행진에 나섰으며, 군대와 경찰과 격한 충돌을 반복하면서 시민 수만 명이 참가하는 민중대회를 열어, '기찰정무위원회를 승인하지 않는다', '화북의 어떤 괴뢰 조직도 반대한다', '동북의 실지를 회복하자' 등의 결의안을 채택하였다. 정무위원회 성립 대회는 18일로 연기되었고 은밀한 형태로 수행되지 않을 수 없었다.
당국의 엄격한 단속 속에 감행되었다. 이 학생들의 운동은 전국에 파문을 확산시켜  장개석의 '학생운동금지령(學生運動禁止令)(1936년 1월)을 무시하고, 전국 주요 도시에서 학생의 집회와 시위가 거행되었다. 학생들은 구국선전단(救國宣傳團)을 조직하여 농촌으로 들어갔고, 농민들에게 망국의 위기와 항일의 길을 설파하였다. 이러한 운동을 기반으로 5월에는 전국학생구국연합회(全國學生救國連合會)가 상해(上海)에서 결성되었고, 때마침 일본의 지나주둔군이 1800명에서 5800명으로 대증강(大增强)하는 것에 반대하는 운동을 전국에 확대시키고 있었다. 학생들의 운동은 더욱 광범위한 계층으로 확산되었다. 12·9운동 직후, 상해에서 심균유(沈鈞儒), 추도분(鄒韜奮) 등의 '상해문화계구국회(上海文化界救國會)'가, 또한 '상해부녀계구국연합회(上海婦女界救國連合會)'가 만들어졌고, 1936년 5월에는 전국의 같은 조직 60여 개를 결집한 '전국각계구국연합회(全國各界救國連合會)'가 탄생하여, '내전정지, 일치항일(內戰停止, 一致抗日)'을 요구하였다. 이에 대하여 국민당정부는 1936년 2월 '치안유지긴급치죄법(治安維持緊急治罪法)'을 발포하여 항일운동을 엄하게 억압하였고, 11월에는 전국가계연합회의 지도자 심균유, 추도분, 장내기(章乃器) 등 7명을 '민국에 위해를 가하였다'는 죄명으로 체포하였다. 이른바 '항일칠군자사건(抗日七君子事件)'이다. 그러나 이러한 탄압은 운동에 일층 박차를 가하는 결과가 되었고 항일구국의 목소리가 전국에 흘러넘쳤다.

## 기찰정무위원회 성립
1935년 12월 18일, 기찰정무위원회가 성립하였다. 목적은 '하북성의 민중에 의한 자치와 방공(防共)', '외교, 군사, 경제, 재정, 인사, 교통의 권한을 중앙으로부터 분리'였다. 성립과 함께 '민의존중'과 '우호국과의 친목'이 선언되었고, 일본과의 제휴가 강조되었다. 다음해 2월에는 도이하라 겐지 소장을 기찰정무위원회 최고고문(最高顧問)에 초빙하고자 하였고, 일본군 당국은 도이하라를 중장으로 승진시켜 이에 응하였다.
일본군의 중국주둔군 수뇌회의에서도 기찰정무위원회를 독자정권으로 인정했지만, 기동방공자치정부(冀東防共自治政府)의 은여경은 처음으로 기찰신정권에 참가를 표명하였으나, 정권이 여전히 남경정부와 연락하였고 독립된 존재라고 할 수 없었기에 불참을 표명하였다.

## 위원 인사
기찰정무위원회 위원에는 국민정부 간부나 재계 인사가 임명되었으나, 노후 정치인은 없었으며 군벌 출신이나 북경정부의 정객이 많았다. 처음엔 위원 17명이 임명되었고, 그 가운데에는 하응흠(何應欽)과의 절충에 의하여 기찰정무위원회 대강(大綱)을 작성한 소진영(蕭振瀛)과 정권 성립 과정에서 중앙정부에 대항하고자 총사직하는 것을 표명한 정극(程克)이 참가하였다.
| 인명           | 인명 | 재임기간                          | 전직                                                                          |
| -------------- | ---- | --------------------------------- | ----------------------------------------------------------------------------- |
| 송철원(宋哲元) |      | 1935.12.11. - 1937.8.20. (위원장) | 육군제29군군장(陸軍第29軍軍長)•북평시장(北平市長)                             |
| 만복린(萬福麟) |      | 1935.12.11. - 1937.8.20.          | 흑룡강성정부주석(黑龍江省政府主席)                                            |
| 왕즙당(王揖唐) |      | 1935.12.11. - 1937.8.20.          | 내무총장(內務總長)•중의원의장(衆議院議長)                                     |
| 유철(劉哲)     |      | 1935.12.11. - 1937.8.20.          | 교육총장(教育總長)•경사대학교장(京師大學校長)                                 |
| 이정옥(李廷玉) |      | 1935.12.11. - 1937.4.2.(사직)     | 강서성장(江西省長)                                                            |
| 가덕요(賈德耀) |      | 1935.12.11. - 1937.8.20.          | 국무원총리(國務院總理)                                                        |
| 호육곤(胡毓坤) |      | 1935.12.11. - 1937.8.20.          | 제17군군장(第17軍軍長)                                                        |
| 고릉위(高凌霨) |      | 1935.12.11. - 1937.8.20.          | 대리국무원총리(代理國務院總理)                                                |
| 왕극민(王克敏) |      | 1935.12.11. - 1937.4.2.(사직)     | 재정총장(財政總長)•천진시장(天津市長)                                         |
| 소진영(蕭振瀛) |      | 1935.12.11. - 1937.8.20.          | 차하르성정부주석(察哈爾省政府主席)                                            |
| 진덕순(秦德純) |      | 1935.12.11. - 1937.8.20.          | 차하르성정부민정청장(察哈爾省政府民政廳長)                                    |
| 장자충(張自忠) |      | 1935.12.11. - 1937.8.20.          | 제1군제5사제15여여장(第1軍第5師第15旅旅長)•제29군제38사사장(第29軍第38師師長) |
| 정극(程克)     |      | 1935.12.11. - 1936.3.28.(사망)    | 내무총장(內務總長)•천진시장(天津市長)                                         |
| 주작민(周作民) |      | 1935.12.11. - 1937.8.20.          | 참의원의원(參議院議員)•금성은행총경리(金城銀行總經理)                         |
| 문치중(門致中) |      | 1935.12.11. - 1937.8.20.          | 군사위원회위원(軍事委員會委員)•영하성정부주석(寧夏省政府主席)                 |
| 석경정(石敬亭) |      | 1935.12.11. - 1937.8.20.          | 대리섬서성정부주석(代理陝西省政府主席)•제2집단군총참모장(第2集團軍總參謀長)   |
| 냉가기(冷家驥) |      | 1935.12.11. - 1937.4.2.(사직)     | 북평시참의회부의장(北平市參議會副議長)•지문옥경영(紙問屋經營)                 |

이후 사임이나 사망한 것에 대한 보충으로서 새로 8명이 위원이 되었다.
| 탕이화(湯爾和) |  | 1936.7.24. - 1937.8.20.  | 재정총장(財政總長)                                        |
| 조여림(曹汝霖) |  | 1936.7.24. - 1937.8.20.  | 교통총장(交通總長)                                        |
| 과정원(戈定遠) |  | 1936.7.24. - 1937.8.20.  | 제29군비서장(第29軍秘書長)                                |
| 유여명(劉汝明) |  | 1936.7.24. - 1937.8.20.  | 제29군부군장(第29軍副軍長)                                |
| 이사호(李思浩) |  | 1936.10.21. - 1937.8.20. | 재정총장(財政總長)•대중은행총경리(大中銀行總經理)         |
| 풍치안(馮治安) |  | 1937.4.2. - 1937.8.20.   | 제37사사장(第37師師長)•차하르성경비사령(察哈爾省警備司令) |
| 등철희(鄧哲熙) |  | 1937.4.2. - 1937.8.20.   | 재판관(裁判官)•입법위원(立法委員)                         |
| 장사조(章士釗) |  | 1937.4.2. - 1937.8.20.   | 사법총장(司法總長)•상해법정학원원장(上海法政學院院長)     |

그러나 인원 보충에 상관없이 국민정부로부터의 중앙화 공작의 하나로서 시행한 북녕철로국장(北寧鐵路局長) 진각생(陳覺生) 탄핵 사건의 당사자 진각생이 사임하는 등 인사는 안정되지 않았기 때문에, 화북에는 전업공사(電業公司)의 중일 합병 성립과 항공협정 이외에 성과를 내지 못하고 협정이 끝난 진석철도부설안(津石鐵道敷設案)과 항공협정에는 중앙이 반대하였다.

## 같이 보기
- 화북분리공작